# Помста (фільм, 1990)
«Помста» (англ. Revenge) — американська мелодрама 1990 року режисера Тоні Скотта.

## Сюжет
Джей Кокрен звільняється з військово-повітряних сил після дванадцяти років служби. Він приїжджає в Мексику до свого приятеля бізнесмена Мендеса, якому колись врятував життя. Там Джей зустрічається з його чарівною дружиною Міреєю. Занадто молода для літнього бізнесмена дружина нудьгує, їй хочеться мати дитину. Але Мендес проти — у нього багато дітей від попередніх шлюбів. Кокрен закохується в Мірею і вони не можуть стримати свою пристрасть. Мендес дізнається про зраду і чинить розправу над спійманими зненацька коханцями. Джея б'ють до напівсмерті, а Мірею спотворюють і відправлять у бордель. Знаходячись при смерті Джей виживає, щоб знайти кохану жінку і помститися кривдникам.

## У ролях
| Актор           | Роль           |
| --------------- | -------------- |
| Кевін Костнер   | Джей Кокрен    |
| Медлін Стоу     | Мірейя Мендес  |
| Ентоні Квінн    | «Тібей» Мендес |
| Хоакін Мартінес | Мауро          |
| Мігель Феррер   | Амадор         |
| Томас Міліан    | Сезар          |
| Джеймс Гаммон   | техасець       |
| Джон Легуізамо  | Ігнасіо        |
| Джессі Корті    | Мадеро         |
| Саллі Кіркланд  | Рок-зірка      |

| Актор            | Роль     |
| ---------------- | -------- |
| Луїс Де Ікаса    | Рамон    |
| Херардо Сепеда   | Елефанте |
| Джо Сантос       | Ібарра   |
| Крістофер де Оні | Діас     |
| Даніель Рохо     | Вакеро   |
| Една Болкан      | Роксана  |
| Піа Карина       | Рошель   |
| Моніка Ернандес  | Нелі     |
| Хуліан Пастор    | Квінонес |
| Клаудіо Брук     | барон    |

## Цікаві факти
- Картина знята за однойменним оповіданням Джима Гаррісона, опублікованого в журналі «Esquire» в 1979 році. Його майже десять років збиралися екранізувати такі режисери, як Джон Х'юстон, Джонатан Демме і Сідні Поллак.
- Х'юстон не хотів бачити в головній ролі Кевіна Костнера. Але той, після успіху картин «Недоторканні» (1987) і «Даргемський бик» (1988) зміг продюсувати цей фільм самостійно.
- Костнер особисто хотів сісти в режисерське крісло, але продюсери вирішили, що він ще не готовий до цього.
- У середині 1980-х років фільм збирався знімати Волтер Гілл з Джеффом Бріджесом у головній ролі, але актор не зацікавився цією пропозицією, і проект знову був покладений на полицю.
- Коли актор Дон Джонсон у 1986 році погрожував покинути телесеріал «Поліція Маямі», то казав, що підписав контракт на зйомки в цьому фільмі.
- У ранньому варіанті сценарію роль Мендеса була написана спеціально для Джека Ніколсона. Йому роль сподобалася, і у свій час він особисто хотів знімати фільм.
- Персонажа у виконанні Медлін Стоу звуть Мірея, так звуть її справжню матір, уродженку Коста-Рики.